# Artiesten voor Azië
Artiesten voor Azië was een eenmalig muziekproject georganiseerd door Tim van Rongen, met verschillende Nederlandse artiesten, die met de opbrengst van de single Als je iets kan doen, geschreven door Tjeerd Oosterhuis en Karin Bloemen, een financiële bijdrage leverden aan giro 555 van de Samenwerkende Hulporganisaties ten behoeve van de slachtoffers van de zeebeving in de Indische Oceaan op tweede kerstdag 2004.
De artiesten die meewerkten aan deze single waren: Marco Borsato, Mathilde Santing, Guus Meeuwis, Karin Bloemen, DI-RECT, Ilse DeLange, Daniël Lohues, Hind, Laura Fygi, Re-Play, Trijntje Oosterhuis, Maud, Edsilia Rombley, Ruth Jacott, Raffish, Jan Smit, Veldhuis & Kemper, Men2b, Marianne Weber, Do, Sharon den Adel, Julian Thomas, Alain Clark, Antonie Kamerling, George Baker, Ch!pz, Jamai Loman, Jim Bakkum, Renee van Wegberg, Brainpower, Sita, Ali B, Candy Dulfer, Rowwen Hèze en Hans Hogendoorn. Het nummer werd in één nacht opgenomen.
De single kwam op 15 januari 2005 binnen op de eerste plaats van de hitlijsten. Hij stond op de eerste plaats van de jaarlijst van de Single Top 100 (verkoop).
De single kostte € 5,55, waar een normale 3-track-single in die tijd € 4,99 kostte.
Winkeliers kochten de single in voor € 4,66 exclusief BTW, wat neerkwam op € 5,55 inclusief BTW. Ze maakten er dus geheel geen winst op, terwijl er ook geen recht van retour op zat.
Hierdoor zijn na een kortstondige verkooppiek veel winkels met een onverkoopbare voorraad blijven zitten.
| Lied                 | Verschijnen    | Album | Hitlijsten  | Hitlijsten  | Hitlijsten   | Hitlijsten   | Opmerkingen                                                                      |
| Lied                 | Verschijnen    | Album | NL (Top 40) | NL (Top 40) | NL (Top 100) | NL (Top 100) | Opmerkingen                                                                      |
| Lied                 | Verschijnen    | Album | Piek        | Weken       | Piek         | Weken        | Opmerkingen                                                                      |
| -------------------- | -------------- | ----- | ----------- | ----------- | ------------ | ------------ | -------------------------------------------------------------------------------- |
| Als je iets kan doen | 6 januari 2005 | —     | 1 (4 wk)    | 9           | 1 (4 wk)     | 12           | Bestverkochte single van 2005 / Alarmschijf / 3FM Megahit / Platina in Nederland |

## Tracklist
Cd-single
- 1. Als je iets kan doen
- 2. Als je iets kan doen (Instrumental)